# Celeste Star
Celeste Star (Pomona, California; 28 de diciembre de 1985) es una actriz pornográfica y modelo de glamour estadounidense.

## Premios
- 2007 - DanniGirl of the Month  junio de 2007[2]

## Filmografía
| - Interactive Sex With Bree Olson (2008) - Dirty Divas - Penthouse (2007) - House Of Perez (2007) - Interracial Addiction 6 (2005) - Fem: Vivace (2008) - House of Jordan 2 (2008) - Lucky Lesbians 3 (2008) - Meet Cassidey (2008) - The Sunny Experiment (2007) - Sandy Summers: Costume Bondage Superstar (2007) - Innocent Heroines Stripped and Bound (2007) - Bondage Is Bad for Business! (2007) - The Grace of Wraps! (2007) - Stripped and Struggling Bound Captives! (2007) - They Can't Make Trouble If They're Tied Up and Gagged! (2007) - All Alone 2 (2007) - Ashlynn Goes to College (2007) - Cable Guy Sex (2007) - Carmen & Ava (2007) - Dirty Divas (2007) - Erotic Aftershock (2007) - Femme Chanel, La (2007) - Fem: Staccato (2007) - Hard Bluff (2007) - House of Perez (2007) - Man's Ruin (2007) - Meet Brea (2007) - My First Girlfriend (2007) - Off the Clock & on the Cock! (2007) - Roxy: Shagaholic (2007) - Screen Dreams (2007) - Screen Dreams 2 (2007) - Strange Dreams (2007) - Sunshine Highway (2007) - Ticklish Girls Make So Much Noise! (2006) | - Bound and Gagged Costume Girls! (2006) - Alluring Wrapped Captives! (2006) - Costumed Heroines in a Bind (2006) - Hogtied and Left to Struggle! (2006) - Costume Bondage! (2006) (V) - Destined for Bondage! (2006) - Naked Girls Resist Rope Restraint! (2006) - Bare-Breasted Wraptivity! (2006) - Temptresses Tied Topless! (2006) - Pretty Girls in Hogtied Trouble! (2006) - The Kidnapping of Celeste Star (2006) - Altered Minds (2006) - The Boobs of Hazzard 2 (2006) - Crush (2006) - Drive (2006) - Finger Licking Good 3 (2006) - Jack's Playground 33 (2006) - Jesse Jane: All-American Girl (2006) - The Lusty Busty Pussy Patrol (2006) - Mary Carey on Fire (2006) - Nasty Girls Wide Open (2006) - No Cocks Allowed! 2 (2006) - Pussy Worship 2 (2006) - Roughed Up (2006) - Sorority Sluts: Iota Eta Pi (2006) - Taboo 22 (2006) - Teagan's Juice (2006) - Toys & Strap-Ons (2006) - Hogtied Victims of Evil Minds (2005) | - Topless Helpless Bondage Toys! (2005) - Teasers II (2005) - Couples Bound by Criminals! (2005) - Excessive Penetration (2005) - Innocent Girls Tied Up and Naked! (2005) - Frightened Topless Captives (2005) - Teasers (2005) - As Nasty as It Gets (2005) - Army of Ass 9 (2005) - Cum Rain, Cum Shine 2 (2005) - Dear Celeste... (2005) - Educating Jenna (2005) - Fanta-Sin (2005) - Fucked in the Head (2005) - Girl Crazy 5 (2005) - Girlvana (2005) - Gutter Mouths 32 (2005) - Hotel Bliss (2005) - Intoxicated (2005) - Just Busted 2 (2005) - M.i.l.t.f. 14 (2005) - Porcelain (2005) - Pussy Foot'n 15 (2005) - Pussy Party 8 (2005) - Slut School (2005) - Way of the Dragon (2005) - Barely Legal Innocence (2004) - Easy Prey (2004) - Masturbation Mania (2004) - More Chicks Than Dicks (2004) - Private Times Video 527: Tyler & Star (2004) - Penthouse Letters: Bad Wives (2006) |